# Kaplica grobowa rodziny von Langendorff w Kawczu
Kaplica grobowa rodziny von Langendorff w Kawczu  – zabytkowe mauzoleum we wsi Kawcze (wieś w powiecie rawickim)
Kaplica grobowa rodziny von Langendorffów  położona w lesie, na południe od wsi Kawcze, przy drodze doi wsi Konarzewo (powiat rawicki). Kaplica wybudowana została w 1880 w stylu  neoklasycystycznym z portykiem kolumnowym przed głównym wejściem, nad którym znajduje się kartusz z herbem von Langendorff. 

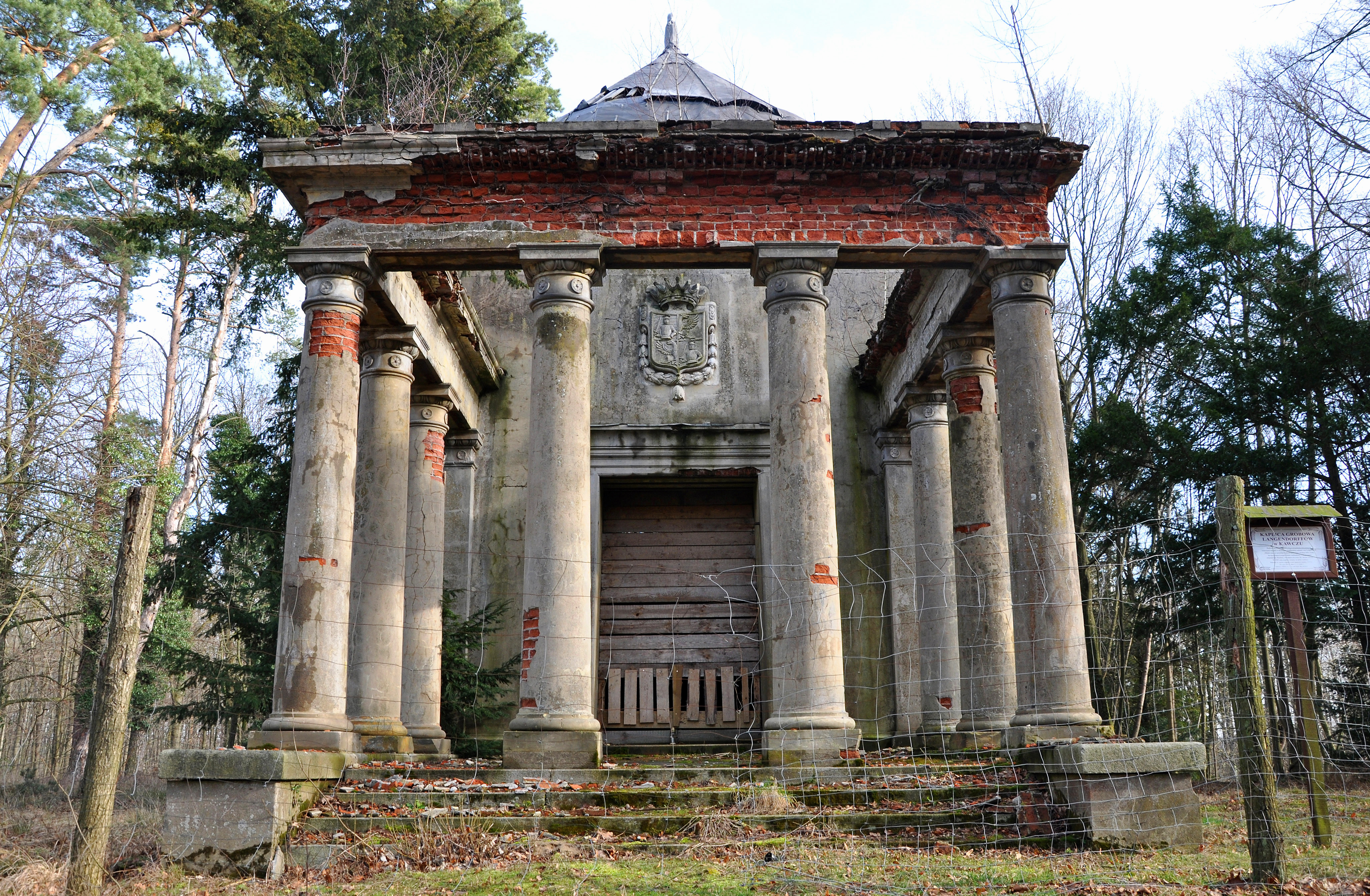
Kolumnada
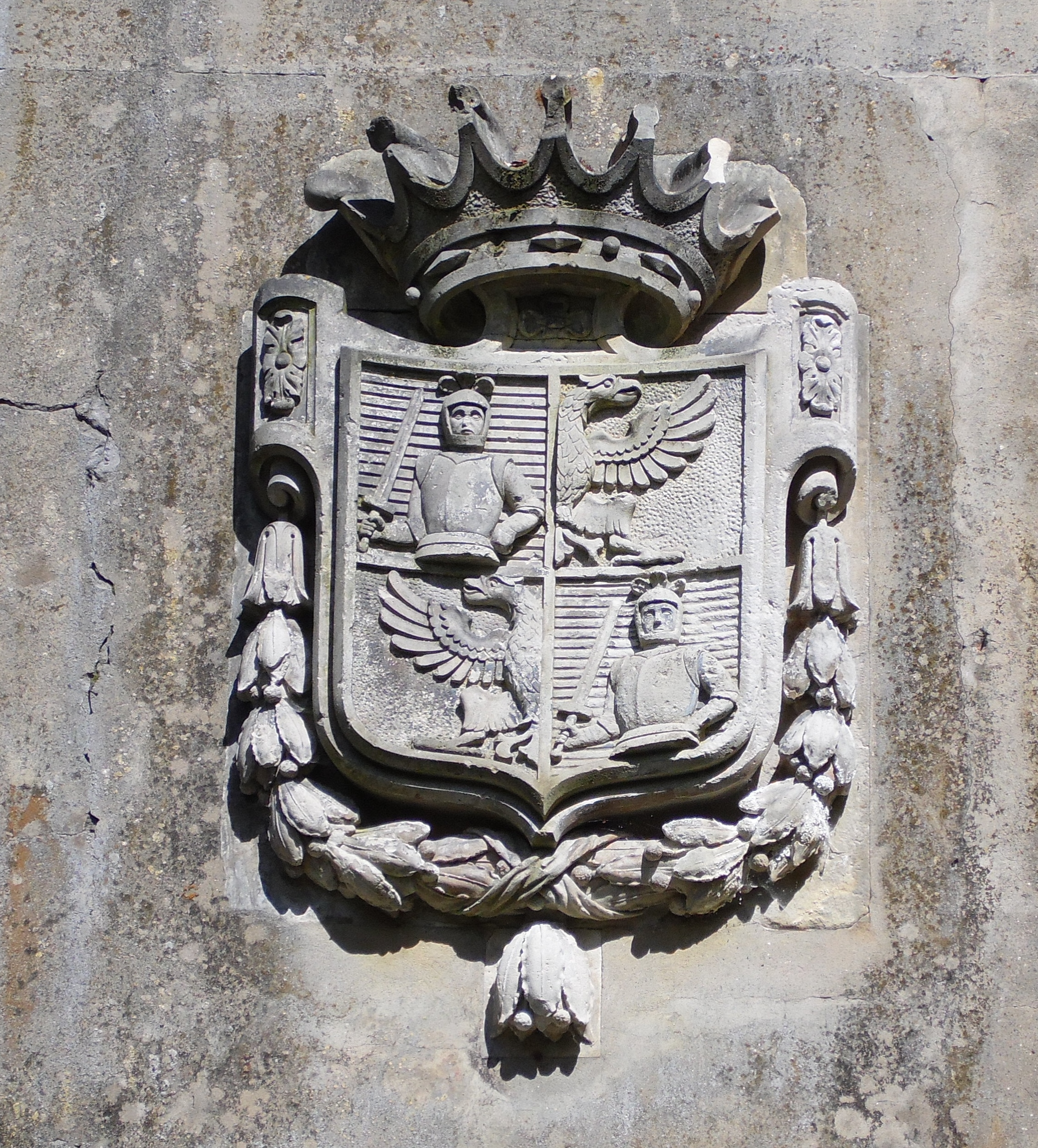
Herb von Langendorff
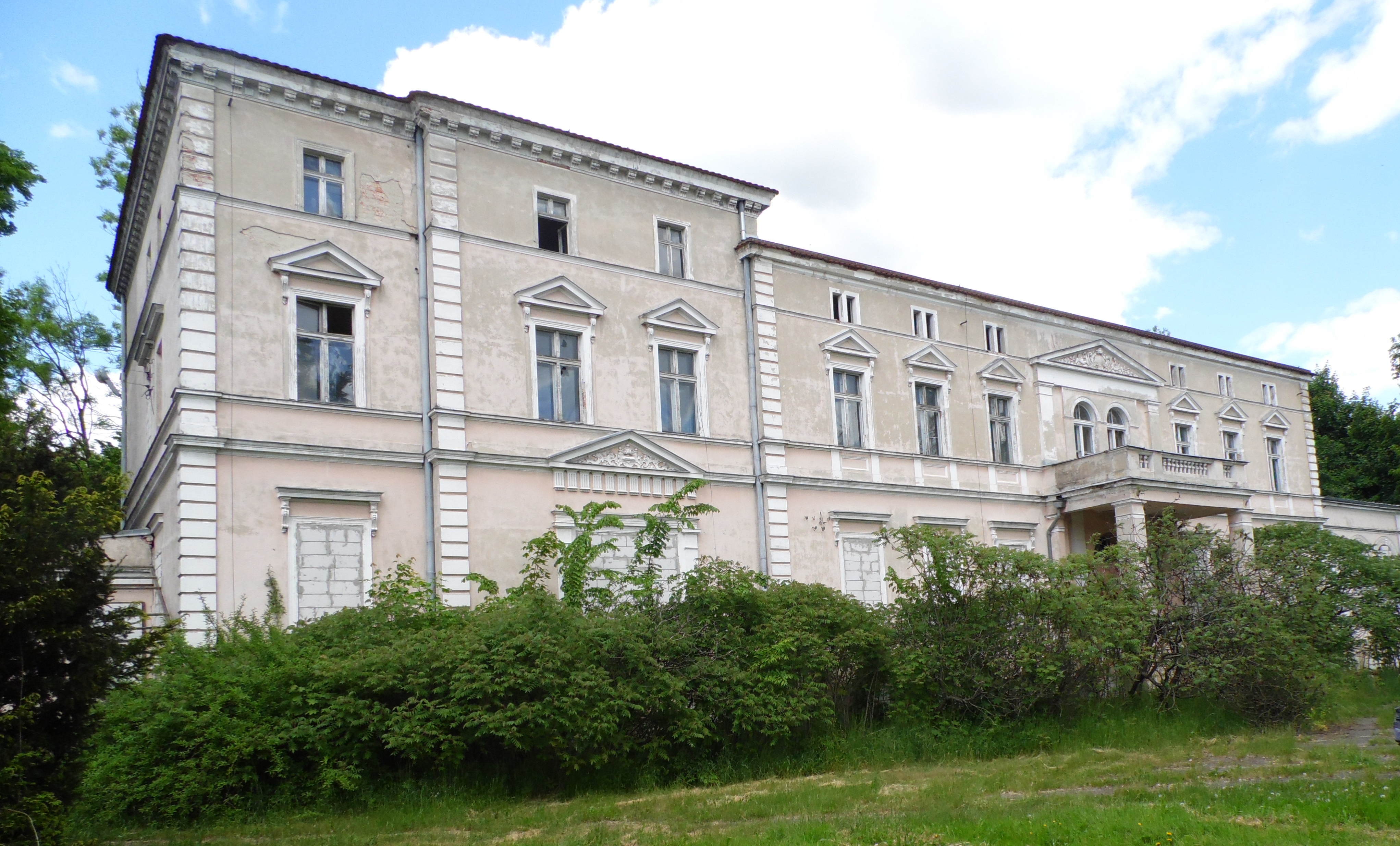
Pałac w Kawczu

## Zobacz
- Pałac w Kawczu[2]